# Wohn- und Wirtschaftsgebäude Ottinger Dorfstraße 31
Das Wohn- und Wirtschaftsgebäude Ottinger Dorfstraße 31 in der niedersächsischen Stadt Visselhövede, Ortsteil Ottingen, wurde in der ersten Hälfte des 19. Jahrhunderts gebaut. Aktuell (2025) wird es zum Wohnen und gewerblich genutzt.
Das Gebäude steht unter Denkmalschutz (siehe auch Liste der Baudenkmale in Visselhövede).

## Geschichte und Beschreibung
Visselhövede wurde 1258 erstmals erwähnt und Ottingen 937. Beide Orte gehören zum heutigen Landkreis Rotenburg (Wümme). 
Das eingeschossige giebelständige Wohn- und Wirtschaftsgebäude als Zweiständer-Hallenhaus auf Backsteinsockel, in Fachwerk mit Steinausfachungen, ziegelgedecktem Krüppelwalmdach, Niedersachsengiebel mit Uhlenloch, Pferdeköpfe und der Grooten Door mit geradem Abschluss wurde 1830 für Hans-Hinrich und Catarina Maria Bremer (Inschrift) gebaut.
Das Landesdenkmalamt befand u. a.: „… ein regionstypisches Hallenhaus der ersten Hälfte des 19. Jahrhunderts in Zweiständerkonstruktion ….“